# محمد الحرفوشي
الشيخ محمد بن علي بن أحمد الحرفوشي الحريري العاملي الكركي الشامي عالم دين شيعي، كان عالماً فاضلاً أديباً ماهراً محققاً مدققاً شاعراً منشئاً حافظاً، أعرف أهل عصره بعلوم العربية، قرأ على السيد نور الدين علي بن علي بن أبي الحسن الموسوي العاملي في مكة «جملة من كتب الفقه والحديث» وقرأ على جماعة من فضلاء عصره من الخاصة والعامة. قضى معظم حياته مرتحلاً بين دمشق ومكة لطلب العلم وبلاد العجم التي تولي فيها منصب رئيس العلماء حتى توفي ودفن فيها.
يُنسب إلى عائلة الحرافشة الأمراء الذين حكموا بلاد بعلبك وكان لهم فيها نفوذ ومكانة استمرت لمئات السنين، وتعود تلك العائلة بجذورها إلى العراق وتحديدًا إلى قبيلة خزاعة، وعلى ما يظهر فإن التأريخ الدقيق عن أصل هذه العائلة وتاريخها لم يذكر عند المؤرخين، لهذا وقع الاختلاف في ذلك، وما ذهب إليه البعض من أن أصل العائلة يعود إلى جدهم الحرفوشي الخزاعي الذي عقدت له راية بقيادة أبي عبيده بن الجراح زمن الفتح الإسلامي للشام. درس الشيخ محمد الحرفوشي في دمشق على بعض العلماء مثل الشيخ العمادي المفتي والشيخ المولى يوسف بن أبي الفتح الذي قيل أن خلافًا دب بينه وبين الحرفوشي دفعه إلى الهرب نحو الدولة الصفوية بعد أن استعان عليه المولى يوسف بالعثمانيين. وصل الشيخ محمد الحرفوشي أصفهان أيام حكم الشاه عباس الصفوي فاستقبله أحسن استقبال، وعندما اطلع على مكانته العلمية عينه رئيساً للعلماء واستفاد من طاقاته العلمية في تلك الدولة الفتية.

## نسبه

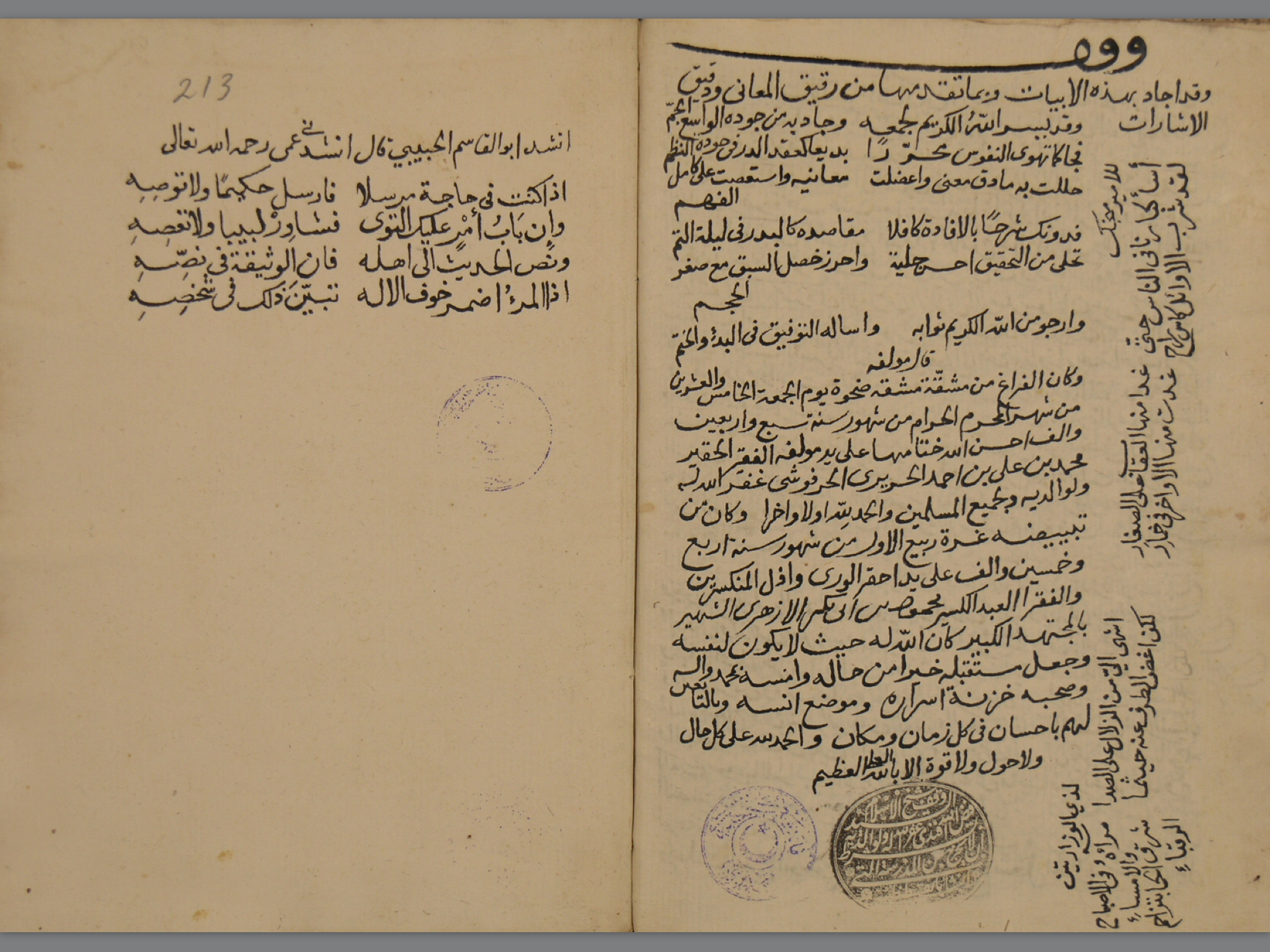
اسم المؤلف محمد بن علي بن أحمد الحريري الحرفوشي على الصفحة الأخيرة من مخطوطة شرح الكتاب الموسوم بالفاكهي على قطر الندى

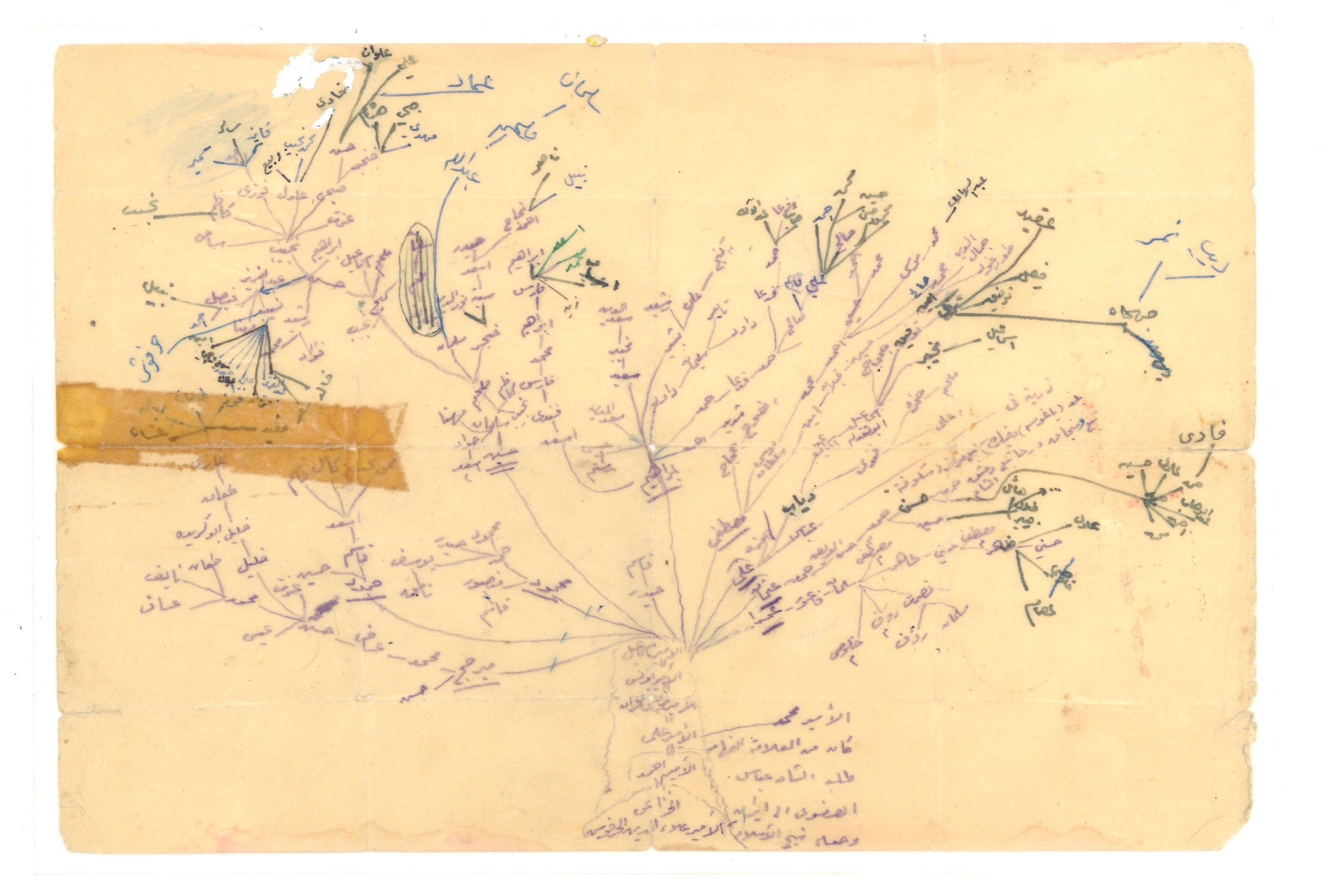
وثيقة مخطوطة لشجرة أمراء آل حرفوش أعدها الأمير أحمد بن محمد بن سلطان الحرفوش تظهر نسب الشيخ محمد الحرفوشي

اتفق الحر العاملي وحسن الصدر على ذكر نسبه كالتالي: «محمد بن علي بن أحمد الحرفوشي الحريري العاملي الكركي الشامى»، أما ابن معصوم الحسني فذكره على هذا النحو «محمد بن علي بن أحمد الحرفوشي الحويزي الشامي العاملي»، كما نسبه المحبي ب «محمد بن علي بن أحمد المعروف بالحريري وبالحرفوشي العاملي الدمشقي »، وسمي بالكركي نسبة إلى كرك نوح وهي من قلاع الحرافشة (بعلبك). كما لقب بالعاملي لأنه قرأ على علماء جبل عامل، أما لقب الحرفوشي فنسبة لآل الحرفوش، حيث ينتهي نسبهم إلى حرفوش الخزاعي، من خزاعة العراق، سار جدهم مع سرايا الفتوح واستقر في غوطة دمشق. ولما توجه أبو عبيدة بن الجراح إلى بعلبك عقد للخزاعي راية بقيادة فرقة، ولهُ قصيدة في الفخر منها هذه الأبيات:
وما كثرة الألقاب التي كنيَّ بها إلا لعلو قدرِ المسمى حيث أنها كلها إما ارتبطت بالمهنة التي امتهنها (حريري، شيخ) وإما لمرحلة من مراحل ترحاله بين كرك نوح في البقاع، التي كانت من المراكز العلمية الشيعية المعروفة في الشام إلى جانب مركزي جزين ومشغرة؛  وبين دمشق لطلبِ العلمِ فيهم، بالإضافة إلى عمله فيها بالحرير (كركي، دمشقي، شامي، عاملي)، وكثيراً ما اعتُمد هذا الأسلوب قديماً، فنرى بعض الباحثين يضيف لقب الأزهري لمن درس بالأزهر بمصر أو مقاصدي لمن درس بالمقاصد ببيروت أو عاملي لمن درس بجبل عامل وهكذا. أما هو فقد كان يكتب اسمه على مؤلفاته كما هو وارد في الصفحة الأخيرة من صورة مخطوطة شرح الكتاب الموسوم بالفاكهي على قطر الندى، بـ محمد بن علي بن أحمد الحريري الحرفوشي.

## سيرته
قرأ بدمشق وحصل وسما وحضر دروس العمادي المفتي وكان العمادي يجله ويشهد بفضله، طلبه المولى يوسف بن أبي الفتح لإعادة درسه فحضره أياما ثم انقطع، فسأل الفتحي عن سبب انقطاعه فقيل أنه لا يتنازل لحضور درسك، فكان ذلك الباعث على إخراجه من دمشق وسعى الفتحي عند الحكام على قتله بنسبة الرفض إليه، تحقق هو الأمر فخرج من دمشق إلى حلب هاربا ثم دخل بلاد العجم، فعظمه سلطانها شاه عباس وصيره رئيس العلماء في بلاده، حيث كان وهو بدمشق خامل الذكر وكان يصنع قماش العباءات المتخذ من الحرير ولذلك قيل له الحريري، وكان كثير من الطلبة يقصدونه وهو في حانوته يشتغل فيقرؤن عليه ولا يشغله شاغل عن العلم.

## أساتذته

### السيد نورالدين علي بن علي بن أبي الحسن الموسوي
درس الحرفوشي في مكة على السيد نورالدين علي بن علي بن أبي الحسن الموسوي العاملي المقيم آنذاك في مكة. وكان السيد نور الدين علي بن علي بن الحسين بن أبي الحسن الموسوي العاملي الجبعي، عالما فاضلا أديبا شاعرا منشئا جليل القدر عظيم الشأن، قرأ على أبيه وأخويه السيد محمد صاحب المدارك وهو أخوه لأبيه والشيخ حسن ابن الشهيد الثاني وهو أخوه لامه. له كتاب شرح المختصر النافع أطال فيه المقال والاستدلال لم يتم، وكتاب الفوائد المكية، وشرح الإثني عشرية في الصلاة للشيخ البهائي، وغير ذلك من الرسائل. وقد ذكره السيد علي بن ميرزا أحمد في سلافة العصر فقال فيه:
طود العلم المنيف، وعضد الدين الحنيف، ومالك أزمة التأليف والتصنيف الباهر بالدراية والرواية، والرافع لخميس المكارم أعظم راية، فضل يعثر في مداه مقتفيه، ومحل يتمنى البدر لو أشرف فيه، وكرم يخجل المزن الهاطل، وشيم يتحلى بها جيد الزمن العاطل.. وكان له في مبدأ أمره بالشام، بحال لا يكذبه بارق العز إذا شام.. ثم انثنى عاطفا عنانه وثانيه
فقطن بمكة شرفها الله تعالى وهو كعبتها الثانية... وقد عاش بها حتى أناف على التسعين، والناس تستعين به ولا يستعين... وكانت وفاته (لثلاث عشرة بقين من ذي الحجة الحرام) سنة ثمان وستين وألف.

### العمادي «المفتي»
حضر الحرفوشي درس العمادي «المفتي» في دمشق، وكان العمادي يجله ويشهد بفضله، وآل العمادي هم عائلة تناوبت على دار الإفتاء بالشام ردحاُ من الزمن. وأغلب الظن هو عبد الرحمن بن محمد عماد الدين بن محمد ابن محمد بن محمد العمادي الحنفي مفتي الشام ولد 978 هـ وتوفي سنة 1051 هـ إحدى وخمسين والف. من تصانيفه تحرير التأويل على مافي معاني بعض آي التنزيل، الروضة الريا فيمن دفن بداريا، كتاب الهدية في العبارات الفقهية، المستطاع من الزاد في المناسك، مقدمة الصلاة.

## تلامذته والراوون عنه
1. ابنه الشيخ إبراهيم الحرفوشي صاحب كتاب (مجموع الإجازات) المتوفى سنة 1080 بمشهد علي الرضا وحضر جنازته الحر العاملي، وقرأ على والده وغيره على ما حكاه في الأمل وقد ورث فضائل أبيه ومكارمه على ما حكاه النمازي في مستدركات رجال الحديث.[19]
2. السيد هاشم بن السيد حسين الأحسائي له الرواية عنه على ما حكاه تلميذه السيد نعمة الله الجزائري في مقدمات الغوالي ، كما ذكر فيه عن هذا السيد: «إن الشيخ محمد الحرفوشي أجازني كتب الأحاديث الأصول الأربعة، وغيرها من كتب الأخبار بتلك الإجازة، وكذلك أجازني الكتب المصنفة في فنون العلوم، ثم إن السيد ـ رضوان الله عليه ـ أجازني بتلك الإجازة كما أجازه شيخه الحرفوشي».
3. السيد علي خان المدني صاحب سلافة العصر . قال في السلافة: «ثم رأيته بحضرة الوالد وبينهما من المودة ما يربي على الإخاء، فأمرنا بالاشتغال عليه، والاكتساب مما لديه، فقرأت عليه الفقه والنحو والبيان والحساب، وتخرجت عليه في النظم والنثر وفنون الآداب وما زال يشنف آذاني بفرائده، ويملا أرداني بفوائده».
4. الشيخ علي بن محمود العاملي المشغري خال والد الحر العاملي؛ وقد ذكر في الأمل أن ممن قرأ عليه شيخنا المترجم له.
5. الشيخ صالح بن محمد بن سليمان بن محمد العاملي؛ يروي عن صاحب الترجمة على ما ذكره السيد حسن الصدر في تكملة أمل الآمل.
6. الشيخ علي بن الشيخ محمد بن الشيخ حسن صاحب المعالم بن الشهيد الثاني زين الدين العاملي؛ صاحب الدر المنثور.
7. أبو الحسن الأمير السيد علي الخطيب بن خلف بن مطلب بن عبد الله. ففي الأعيان عن ضامن بن شدقم: «... خدم بعض الفضلاء الكرام والعلماء العظام؛ واقتبس منهم قراءة وسماعا؛ فمنهم الشيخ محمد بن علي الحرفوشي الشامي في بلدة أصفهان، قرأ عليه ألفية ابن مالك وشرحها وغيرها في النحو الصرف.[20]»

## ما قيل فيه
- قال السيد علي خان المدني (ابن معصوم) في سلافة العصر :
  - «منار العلم السامي، وملتزم كعبة الفضل وركنها الشامي، ومشكاة الفضائل ومصباحها، المنير به مساؤها وصباحها، خاتمة أئمة العربية شرقاً وغرباً، والمرهف من كهام الكلام شباً وغرباً، أماط عن المشكلات نقابها وذلل صعابها وملك رقابها.. وألف بتآليفه شتات الفنون، وصنف بتصانيفه الدر المكنون..»[21]
  - كما قال فيه «وأما خبر ظهوره من الشام وخروجه، وتنقله في البلاد تنقل القمر في بروجه فإنه هاجر إلى الديار العجمية بعد إبدار هلاله، وانسجام وسمى فضله وانهلاله، فأقام بها برهة من الدهر، محمود السيرة والسريرة في السر والجهر، عاكفا على بث العلم ونشره مؤرجاً الارجاء بطيبه ونشره. ولما تلت الألسن سور أوصافه، واجتلت الأسماع صور اتسامه بالفضل واتصافه استدعاه أعظم وزراء مولانا السلطان إلى حضرته، وأحله من كنفه في بهجة العيش ونضرته، ثم رغب الوالد في انحيازه إلى جنابه، فاتصل به المحبوب بعد اجتنابه، فأقبل عليه إقبال الوامق الودود، وأظله بسرادق جاهه الممدود، فانتظم في سلك ندمائه، وطلع عطاردا في نجم سمائه، حتى قصد الحج فحج، وقضى مناسك الحج، وأقام بمكة سنتين ثم عاد، فاستقبله ثانيا بالإسعاف والإسعاد.»
  - كذلك قال فيه «البحر الغطمطم الزخار، والبدر المشرق في سماء المجد بسناء الفخار، الهمام البعيد الهمة، المجلوة بأنوار علومه ظلم الجهل المدلهمة، اللابس من مطارف الكمال أطرف حلة، والحال من منازل الجلال في أشرف حلة، فضل تغلغل في شعاب العلم زلاله، وتسلسل حديث قديمه فطاب لراويه عذبه وسلساله، ومحل رقى من أوج الشرف أبعد مراقيه، وحل من شخص المعالي بين جوانحه وتراقيه. شاد مدارس العلوم بعد دروسها، وسقى بصيب فضله حدائق غروسها، وأنعش جدودها من عثارها وأخذ من أحزاب الجهل بثأرها، ففوائده في سماء الإفادة أقمار ونجوم، وشهب لشياطين الإنس والجن رجوم، إن نطق صفد المعاني عن أمم، وأسمعت كلماته من به صمم، وإن كتب، كبت الحساد عن كثب، فجاء بما شاء على الاقتراح وترك أكباد أعدائه دامية الجراح. ومتى احتبى مفيدا في صدر ناديه، وجثت بين يديه طلاب فوائده وأياديه، رأيت دماء العلم تقذف درر المعارف غواربه، وقمر الفضل أشرقت بيضاء عوارفه مشارقه ومغاربه: فيملا أصداف الاسماع دراً فاخراً، ويبهر الابصار والبصائر محاسن ومفاخراً».
  - ثم قال: «وأما الأدب فعليه مداره، وإليه إيراده وإصداره، ينشر منه ما هو أذكى من النشر في خلال النواسم».
  - وأيضاً قال فيه: «وله الأدب الذي أينعت ثمار رياضه، وتبسمت أزهار حدائقه وغياضه، فحلا جناها لأذواق الافهام، وانتشق عرفها كل ذي فهم فهام».[20]
- قال الحر العاملي الذي كان معاصراً له في ترجمته  أمل الآمل: «كان عالماً فاضلاً أديباً ماهراً محققاً مدققاً شاعراً منشئاً حافظاً، أعرف أهل عصره بعلوم العربية»[22]
- قال الشيخ الأميني في الغدير: «عبقري مقدم من عباقرة العلم والأدب، وأوحدي من أساطين الفضيلة، لم يتحل بمأثرة إلا وأتبعها بالنزوع إلى مثلها، وما اختص باكرومة إلا وراقه أن يتطلع إلى ما هو أرفع منها، حتى عادت الفضائل والأحساب عنده كأسنان المشط، أو خطوط الدائرة المنتهية إلى مركزها...»
- قال الشيخ علي النمازي الشاهرودي في مستدركات رجال الحديث : «هو عبقري من عباقرة العلم والأدب، وأوحدي من أساطين الفضيلة والكمال».
- قال الشيخ عباس القمي في الكنى والألقاب : «منار العلم السامي وملتزم كعبة الفضل وركنها الشامي، من فضلاء العلماء الامامية».
- قال السيد إعجاز حسين الكنتوري: «...للفاضل الأجل الأكمل... »؛ وفي موضع آخر «للأديب الأريب... ».
- قال خير الدين الزركلي: «شاعر، من أكابر أدباء عصره».[20]
- وقال عمر كحالة في معجم المؤلفين: «أديب، لغوي، نحوي، شاعر، فقيه، أصولي... ».
- قال الحاج حسين الشاكري في علي في الكتاب والسنة والأدب : «شاعر، أديب، حافظ، وكان أعرف عصره بالعربية».
- ذكره المحبي في خلاصة الأثر في علماء القرن الحادي عشر [23] ووصفه ب «اللغوي النحوي الاديب البارع الشاعر المشهور» ثم قال: «كان في الفضل نخبة أهل جلدته».

### دوره في تأصيل طريقة المحدثين
قال الشيخ حسين بن شهاب الدين الكركي العاملي في هداية الأبرار ـ بعد ذكر صاحب المعالم والمدارك والشيخ البهائي وميلهم للعمل بطريقة القدماء في الأخبار ـ : «ثم جاء بعد هؤلاء جماعة من الفضلاء نحو مولانا محمد أمين الأسترآبادي نزيل مكة المعظمة، والشيخ زين الدين حفيد الشهيد الثاني، ومولانا خليل القزويني، وإمام العربية في زمانه الشيخ محمد الحرفوشي العاملي، والشيخ حسين بن الظهير العاملي، والشيخ محمد بن جابر النجفي وغيرهم؛ فصرحوا بما لوح إليه غيرهم، ولم تأخذهم في الله لومة لائم؛ لأنهم عرفوا الحق؛ فلم يسعهم إلا القبول والتسليم: (والذين جاهدوا فينا لنهدينهم سبلنا)....».
وقال العلامة البحراني الشيخ حسين آل عصفور في المحاسن النفسانية: «... وما زال ذلك الأمر شايعاً في تلك الأزمان حتى صغى إليهم من بعدهم جماعة من الفضلاء الذين تعلقوا بأهذاب الأخبار، ونشروا علم الحديث في الأصقاع والديار ( كمولانا الأمين محمد أمين الأسترآبادي، والفاضل ملا خليل القزويني، والفاضل ملا محسن الكاشاني، والشيخ محمد الحرفوشي، والمحقق الشيخ حسين بن شهاب الدين العاملي وأمثالهم )؛ فصرحوا بما لوح به غيرهم من الأعاظم، ولم تأخذهم في الله لومة لائم؛ لأنهم عرفوا الحق؛ فلم يسعهم إلا القبول بما جاء عن آل الرسول ـ ﷺ...».
وقال: «وحينئذ فلا يجوز التعرض لأكثر من بيان خطئهم وفساد ما تعلقوا به من القواعد الاجتهادية؛ لئلا يقتفي أثرهم من كان بعدهم؛ لضعف قريحته عن نقض شبههم، وما تعلقوا به في التجشم لتلك القواعد العامية؛ وامتثالاً لما استفاض عنهم ـ عليهم السلام ـ مسنداً عن النبي ﷺ؛ أنّه قال: ( إذا ظهرت البدع في أمتي فعلى العالم أن يظهر علمه؛ فإن لم يفعل فعليه لعنة اللّه ). وقد صّرح بما قلناه جماعة مثل أولئك في كتبهم، مثل الفاضل حسين بن شهاب الدين العاملي ومحمد محسن بن مرتضى بن فيض الله محمود الكاشي الشهير بالفيض الكاشاني في الأصول الأصيلة، والشيخ محمد الحرفوشي، والسيد نعمة الله الجزائري وغيرهم من الأعلام».

## مؤلفاته
له تصانيف كثيرة منها:
- كتاب اللآلي السنية في شرح الاجرومية (مجلدان)[25]
  - هو كتاب في النحو والصرف، قد سجل في ثلاث رسائل ماجستير بجامعة الحدود الشمالية السعودية.[26]
- شرح الزبدة. عمدة الوصول إلى زبدة الأصول (شرح لزبدة الأصول للشيخ البهائي)، وعبر عنه الطهراني في الذريعة بـ (مباني الأصول من كتب أصول الفقه)؛ وقال أنه شرح شرح الزبدة البهائية، فرغ منه في جمادى الأولى 1038 توجد نسخة من خط المؤلف في جامعة طهران.[20]
- شرح التهذيب في النحو.حكى البعض أنه موجود في إحدى مكتبات النجف بالعراق.[27][28]
- شرح الصمدية في النحو.
- شرح الحريري على الفاكهي[29][30]
  - المؤلف الحريري الحرفوشي، محمد بن علي بن أحمد، ت. 1059 هـ.
  - العنوان شرح الحريري على الفاكهي (مصدر إلكتروني)
  - تبصرة عامة أوله: بعد البسملة والحمدلة والصلاة على النبي... إن الرسالة المسماة بقطر الندا وبل الصدى التي ألفها ملك العلماء ورئيس الفضلاء أبو عبد الله جمال الدين محمد بن يوسف بن هشام الأنصاري... رسالة جامعة للهمم من مسائل العربية محتوية على ما لابد منه...
  - تبصرة عامة آخره:... تحلى من التحقيق أحسن حلية وأحرز خصل السبق مع صفر الحجم فأرجو من الله الكريم ثوابه وأسأله التوفيق في البدء والختم... والحمد لله رب العالمين.
  - تبصرة عامة نسخ: عبد الرحيم بن سليمان.
  - مؤلف مشارك ابن سليمان، عبد الرحيم ناسخ.
  - مؤلف مشارك الفاكهي، عبد الله بن أحمد بن عبد الله، 899-972 هـ. مجيب الندا إلى شرح قطر الندا.
  - مؤلف مشارك ابن هشام، عبد الله بن يوسف بن أحمد، 708-761 هـ. قطر الندى وبل الصدا.
  - عنوان تحليلي مجيب الندا إلى شرح قطر الندا.
  - عنوان تحليلي قطر الندى وبل الصدا.[31]
- شرح الكافجي على قواعد الاعراب.
- كتاب طرائف النظام ولطائف الانسجام في محاسن الاشعار
- نهج النجاة فيما اختلف فيه النحاة (غير كامل).
- رسالة الخال.
- رسالة في علم العروض.
  - المؤلف الحريري الحرفوشي، محمد بن علي بن أحمد، ت. 1059 هـ.
  - العنوان رسالة في علم العروض (مخطوطة)/ محمد بن علي بن أحمد الحريري الحرفوشي.
  - تبصرة عامة أوله: الحمد لله رب العالمين والصلاة على رسوله محمد وآله أجمعين قال الشيخ الإمام الأديب أبو القاسم محمد بن علي الحريري أنا الله مضجعه فعلولن مفاعيلن فعولن مفاعيلن فعولن مفاعيلن لوزن طويل الشعر فاحفظه.
  - تبصرة عامة آخره: وصدر برئي فارع أقنع بالكفاف وفي المنقوص مجز وكثير ومنهوك وشطر بانتصاف تمام شد تم تم تم.
  - تبصرة عامة رسالة في علم العروض وأظهر فيها الوزن والبحور.
  - تبصرة عامة نسخ: محمد بن علي بن أحمد الحريري الحرفوشي.[31]
- صرر الفرائد وغرر الفوائد على شرحي القواعد.
  - المؤلف : الحريري الحرفوشي، محمد بن علي بن أحمد، ت. 1059 هـ.
  - العنوان : صرر الفرائد وغرر الفوائد على شرحي القواعد/ محمد بن علي بن أحمد الحريري الحرفوشي العاملي الدمشقي.
  - الوصف المادي 117 ورقة (23 سطر)
  - تبصرة عامة نسخ: محمد بن علي بن أحمد الحريري الحرفوشي العاملي الدمشقي
  - تبصرة عامة أوله: بعد البسملة والاستعانة اللهم إني أحمدك حمدا يفي بآلائك وأشكرك شكرا يكافأ مزيد نعمائك... وبعد فإن علم النحو من أرفع العلوم مقدارا وأوضحها سبلا وأعلاها منارا، اشتغل بتدوينه أولو الأقدام...
  - تبصرة عامة آخره:... وأما قوله تعالى عم يتساءلون عن النبأ العظيم فهو كان جواب الاستفهام وليس ببدل، وحيث انتهى بنا الكلام إلى هذا المقام فلنمسك عنان القلم حامدين المولى المنعم مصلين على أفضل العرب والعجم... والحمد لله رب العالمين آمين.
  - نوع السجل مخطوطة.[31]
- حاشيه على مجيب الندا.[32]
  - الرقم التسلسلي:75820
  - الفن: نحو
  - اسم المؤلف: محمد بن علي بن احمد، الحرفوشي
  - اسم الشهرة: الحريري
  - اسم الشهرة: الحرفوشي
  - تاريخ الوفاة: 1059هـ
  - اسم المكتبة: المكتبة المركزية
  - اسم الدولة: المملكة العربية السعودية
  - اسم المدينة: الرياض
  - رقم الحفظ: 9333 عن القدس.
- الصحيفة السجادية الثانية على ما حكاه الطهراني في الذريعة من أن بعض الفضلاء اطلع عليها.[20]
- القلائد السنية في شرح القواعد الكلية الأصولية والفروعية للشهيد الأول؛ وطبع بعض الشرح بهامش القواعد سنة 1308، عنوان تحليلي (قواعد الشهيد)؛ أوله : «نحمدك يا من أوضح مناهل الوصل إلى قواعد الأصول ويسر لنا مسالك الحصول على إدراك المأمول... » فرغ من تبييضه في أصفهان سنة ظهر يوم السبت سادس جمادى الثانية في 1055. والنسخة التي بخط محمد كاظم بن محمد أمين المكتوبة سنة 1088 عن خط المؤلف ؛ وهي للشيخ السماوي لم يتجاوز فيها عن توابع الطلاق ؛ ولعله لم يبرز غيره كم ذكر الطهراني.[20]
- ديوان شعري جمع فيه أشعاره.

## شعره
ومن شعره مدح علي بن أبي طالب؛ قوله :
له شعر حسن جميل ومنه قوله:
وقوله:
وقوله في الخال:
وقوله:
ومن قوله في الفخر بنسبه الحرفوشي:
وجود الحريري الحرفوشي في قوله:
وله أيضاً في الشكوى:
يقال أنه صاحب البيت المشهور:

### قصة المساجلة

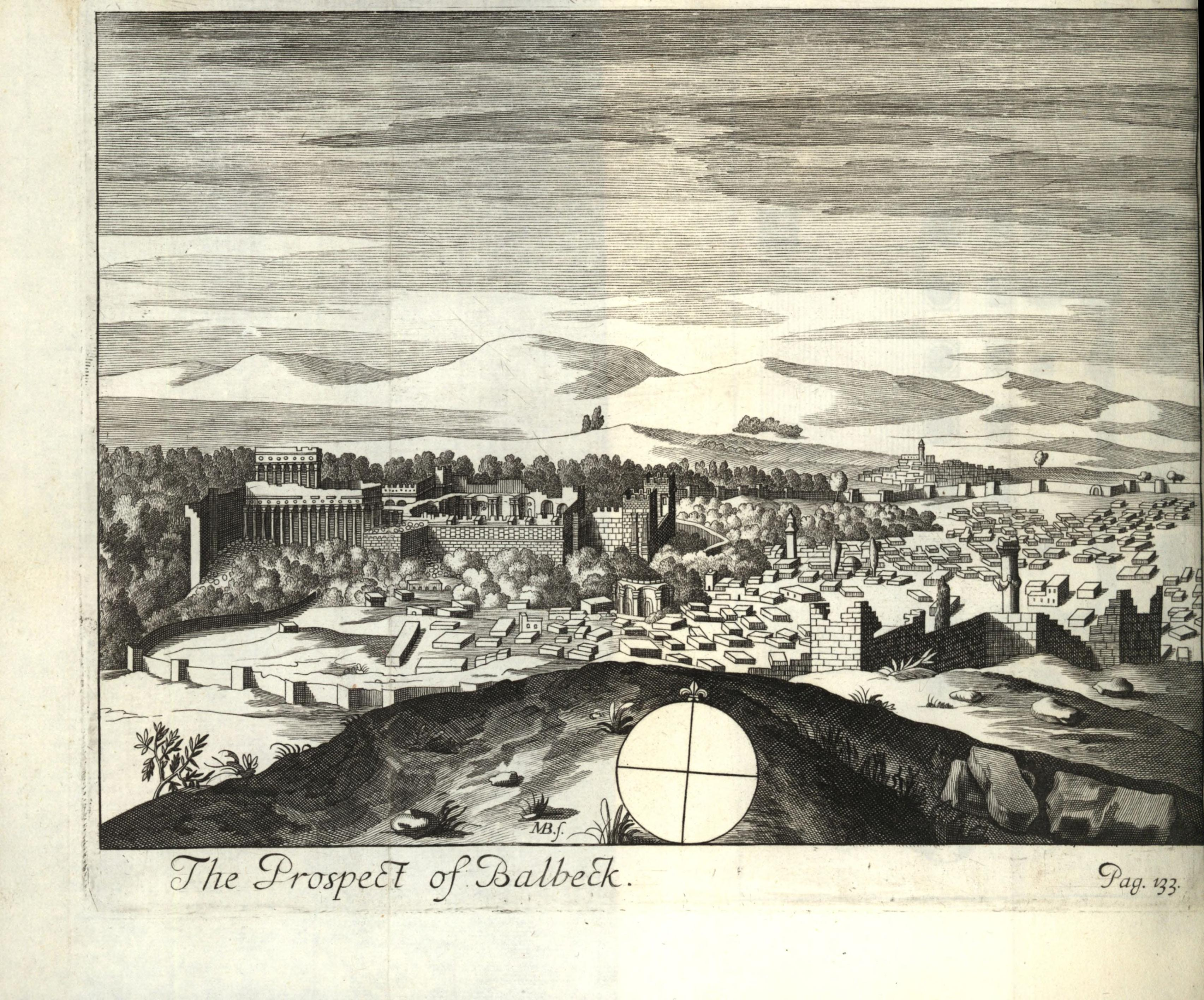
لوحة مرسومة لبعلبك عام 1703

للحرفوشي مساجلة مع عدد من الشعراء تمت وقائعها في مدينة بعلبك وتناقلها الرواة وقد دونها سنة 1101ه - 1689م أستاذه السيد نور الدين علي بن أبي الحسن الحسيني العاملي، «هذه المساجلة تدل على نهضة أدبية شهدتها بعلبك في بداية عهد الحرافشة: إذا اجتمع عشرة شعراء في مجلس علم وظرف وطرافة نجمت عنه مساجلة شعرية لطيفة، وتنم عن غزارة شاعرية الشيخ محمد الحرفوشي الحريري، وسرعة البديهة التي إمتلكها لأنه فاز بأحد عشر بيتاً من أصل ست وعشرين في حين توزع زملاؤه التسعة على خمسة عشر بيتاً فقط».
ونقلت هذه المساجلة عن مجموعة كتبت سنة 1101هـ بخط السيد نور الدين علي بن أبي الحسن الموسوي العاملي، والتي جاء فيها نقلا ً عن السيد نور الدين علي الموسوي أخ السيد محمد (صاحب المدارك): إنه مما اتفق من فلتات الزمان وفريدات هذا الأوان، بعد أن ساعدت المقادير وارتفعت على خلاف العادة المحاذير، أن جمعتنا جوامع الالتزام، إلى أن يقول: كان كلٌّ من الحاضرين وأجلاء الأدباء والمنادمين صار ينظم ارتجالا ويجيد مقالاً، وفي هذا الشأن غاية ما يكون مولى الشعر وجليل الفضلاء ذو الجمال والمجد الربّاني مولانا الشيخ حسن الحانيني متّعنا الله بطول أيامه ولطائف ألفاظه وأقلامه، وابتدأ الشيخ حسن الحانيني في المساجلة فقال:
فردّ الشيخ محمد الحريري الحرفوشي الدمشقي:
وردّ الشيخ بهاء الدين العفيفي، فقال:
وأجابه الشيخ محمد الحريري الحرفوشي ثانية:
وردّ الشيخ حسن الظهيري، فقال:
وأجاب السيد محمد العباسي:
وأجابه الشيخ عبد الرضا:
ثم قال الشيخ محمد الحريري الحرفوشي:
ثم قال الشيخ حسن الحانيني مرة أخرى:
ثم أجاب الشيخ محمد الحريري:
أما السيد نور الدين الموسوي فقال:
إلى آخر المساجلة التي اشترك فيها آخرون كالشيخ محمد بن حماد.

## رواية الحديث
اهتم بالحديث وهو ثقة روى بتسع وسائط عن علي بن أبي طالب ولا يدانيه أحد في علو السند. وذكر ابن الآقا في كتاب المقامع أنه له عن الشيخ محمد الحرفوشي بخمس وسائط، وأنه يروى بتسع وسائط عن أمير المؤمنين علي بن أبي طالب وينسب إليه أنه أدرك المعمر المغربي الملقب بابن أبي الدنيا، المسمى بعلي بن عثمان بن الخطاب بن مرة بن مؤيد الهمداني اليماني، الذي اشتهر أنه شرب ماء الحياة. وذكر بأن الشيخ محمد الحرفوشي قد أدرك المعمر المذكور في بعض مساجد الشام، واستجاز منه فأجازه رواية أصول الحديث والعربية والكتب الأربعة.

## وفاته
توفى ودفن في ديار العجم (اصفهان) في شهر ربيع الثاني سنة 1059 هجرية.

### أبيات في رثائه
رثاه بعض العلماء والشعراء منهم الشيخ محمد الحر العاملي صاحب أمل الآمل في قصيدةٍ منها هذه الأبيات:

## تجاهل التاريخ اللبناني الكلاسيكي

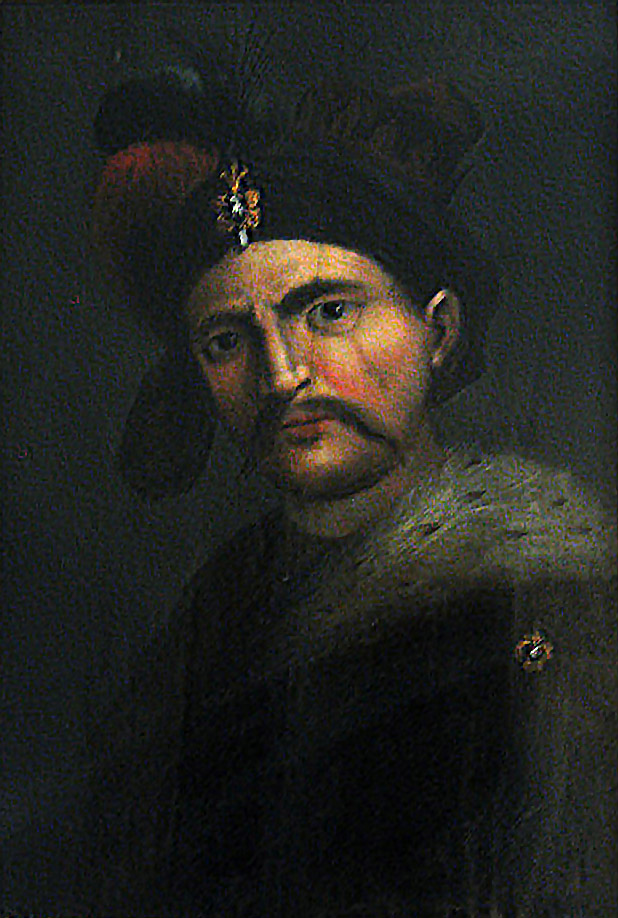
الشاه عباس الأول الصفوي

نبغ من آل حرفوش حكام سياسيون تجاوز دورهم كافة الولايات السورية مثل الأمراء علي ويونس وشديد؛ وقادة عسكريون قل نظيرهم في ميادين القتال أمام أعداء لا يقارنون بهم عدة وعدداً، مثل مصطفى وجهجاه وجواد؛ وكذلك إشتهر منهم شعراء وعلماء سار ذكرهم إلى بلاد بعيدة خارج الإمبراطورية العثمانية، مثل الأمراء موسى ومحمد بن علي بن أحمد الحرفوشي الحريري وابنه إبراهيم. ومع ذلك تجاهلهم التاريخ اللبناني الكلاسيكي إلا لماماً وسلط الضوء على من لا يماثلهم قدراً وأثراً ومكانة؛ بالرغم من أن الشيخ محمد الحرفوشي الحريري صاحب المقالة قد اضطر إلى أن يهاجر إلى بلاد العجم حيث أصبح معظماً عند الشاه عباس الصفوي حيث صيره رئيس العلماء في بلاده كما سبق ذكره.

## الهوامش
1. ↑  الحر العاملي، أمل الآمل في علماء جبل عامل، النسخة الألكترونية، ص 162.
2. ↑  THE SHIITE OF LEBANON UNDER OTTOMAN RULE (1516 -1718), STEFAN WINTER, CAMBRIDGE UNlVERSITY PRESS, 2010, Page 46
3. ↑  مجلة التراث السنة الثانية- العدد الرابع والعشرون - صفر 1435هـ - كانون الأول 2013م. نسخة محفوظة 18 سبتمبر 2016 على موقع واي باك مشين.
4. ↑  وهي مطابقة لما ورد في تاريخ الأسر الشرقية، عيسى إسكندر المعلوف، الجزء السابع، ص 525 و ما يليها.
5. ↑  انظر ترجمة الشيخ محمد الحرفوشي في كتاب أمل الآمل – تأليف الحر العاملي – الجزء الأول – باب الميم- رقم 167 - صفحة 162 إلى صفحة 165 (تحقيق: السيد احمد الحسيني - نشر مكتبة الأندلس بغداد)
6. ↑  عن موقع جمعية قبس لحفظ الآثار الدينية نسخة محفوظة 17 أكتوبر 2016 على موقع واي باك مشين.
7. ↑  انظر ترجمة الشيخ محمد الحرفوشي في كتاب تكملة أمل الآمل – السيد حسن الصدر – الجزء الأول – باب الميم - النسخة الإلكترونية - ترجمة رقم 340
8. ↑  سلافة العصر في محاسن الشعراء بكل مصر- ابن معصوم الحسني - صفحة 323 و 324
9. ↑  المحبي، خلاصة الأثر، النسخة الألكترونية، موقع الموسوعة الشاملة، ص 461:458 ج2
10. ↑  تاريخ بعلبك، د.حسن نصر عباس نصر الله، مؤسسة الوفاء، طبعة أولى، جزء2، ص 481
11. ↑  الثورة الشيعية في لبنان، سعدون حمادة، دار النهار، طبعة أولى، ص 94.
12. 1 2  تاريخ كرك نوح، د. حسن عباس نصر الله، المستشارية الثقافية الإيرانية، طبعة أولى، ص 152
13. ↑  حسن نصر الله: تاريخ كرك نوح، طبعة المستشارية الثقافية للجمهورية الإسلامية الإيرانية، دمشق، - سنة 1986، ص90-91
14. ↑  النسخة الألكترونية عن موقع الموسوعة الشاملة، المحبي، خلاصة الأثر في أعيان القرن الحادي عشر،ص 458 (الكتاب مرقم آليا غير موافق للمطبوع)
15. 1 2  الحر العاملي، أمل الآمل في علماء جبل عامل، النسخة الألكترونية، ص 162&124.
16. ↑  المحبي، النسخة الألكترونية من خلاصة الأثر في أعيان القرن الحادي عشر، الترقيم لا يوافق النسخة الأصلية،
، ص 2/458
17. ↑  البغدادي إسماعيل باشا، هدية العارفين في أسماء المؤلفين وآثار المصنفين، ج 2، م - ي، ص 284.
18. ↑  تحميل مخطوطة الروضة الريا فيمن دفن بداريا نسخة محفوظة 10 أغسطس 2016 على موقع واي باك مشين.
19. ↑  النسخة الألكترونية من كتاب،الحر العاملي، أمل الآمل،ص 30.
20. 1 2 3 4 5 6 7 8
21. ↑  النسخة الألكترونية من كتاب سلافة العصر في محاسن الشعراء بكل مصر، ابن معصوم الحسني، ص 323 و 324.
22. ↑  الحر العاملي، أمل الآمل: 1/162
23. ↑  المحبي - كتاب خلاصة الأثر - صفحة 49 - الجزء الرابع.
24. ↑  انظر ترجمته في أعيان الشيعة -السيد محسن الأمين العاملي - المجلد العاشر - صفحة 13
25. ↑  عبد الله أفندي الإصفهاني، رياض العلماء وحياض الفضلاء ج5، ص:128-130.
26. ↑  عن موقع المكتبة الشاملة اسم المكتبة: المكتبه المركزيه، اسم الدولة: المملكه العربية السعودية، اسم المدينة: الرياض، رقم الحفظ:1488 عن الظاهريه 1853/431.
27. ↑  عن موقع ذريعة الى تصانيف الشيعة. نسخة محفوظة 16 أغسطس 2016 على موقع واي باك مشين.
28. ↑  الرقم التسلسلي للمخطوطة لدي موقع المكتبة الشاملة نسخة محفوظة 26 أغسطس 2016 على موقع واي باك مشين.
29. ↑  من مخطوطات جامعة أم القرى مكتبة الملك عبد الله بن عبد العزيز الجامعية، عنوان المخطوطة: شرح الحريري على الفاكهي، ناسخ المخطوطة: الحريري الحرفوشي، محمد بن علي بن أحمد، ت. 1059 هـ، رقم المخطوطة : 20893، تصنيف المخطوطة: النحو، عدد صفحات المخطوطة: 162.
30. ↑  موقع جامعة أم القرى مكتبة الملك عبد الله بن عبد العزيز (أصل المخطوطة) نسخة محفوظة 10 يناير 2020 على موقع واي باك مشين.
31. 1 2 3  موقع الفهرس العربي الموحد ( البحث تحت اسم المؤلف: الحريري الحرفوشي) نسخة محفوظة 12 يونيو 2018 على موقع واي باك مشين.
32. ↑  عن موقع برنامج المكتبة الشاملة نسخة محفوظة 10 أغسطس 2016 على موقع واي باك مشين.
33. ↑  تاريخ كرك نوح،د. حسن عباس نصر الله، المستشارية الثقافية الإيرانية في دمشق، طبعة 1986، ص 155.
34. ↑  خلاصة الأثر، المحبي، النسخة الألكترونية من موقع الموسوعة الشاملة، ص 259 ج2.
35. ↑  الثورة الشيعية في لبنان، سعدون حمادة، دار النهار، طبعة أولى 2012، صفحة 262.
36. ↑  تاريخ بعلبك، د. حسن عباس نصر الله، مؤسسة الوفاء، ج 2، ص 488
37. ↑  تاريخ بعلبك، د. حسن عباس نصر الله، مؤسسة الوفاء، ج 2، ص 492
38. ↑  نشرت في مجلة العرفان، ج 5،مجلد 14، ص 489
39. ↑  روضات الجنات: 87/7. تاريخ كرك نوح، د. حسن عباس نصر الله، المستشارية الثقافية الإيرانية، طبعة 1986، ص 149 و 150.
40. ↑  الأنوار النعمانية: و بحار الأنوار: 279/53.
41. ↑  تاريخ كرك نوح، د. حسن عباس نصر الله، المستشارية الثقافية الإيرانية، طبعة 1986، صفحة 150.
42. ↑  نصر الله، حسن عباس، تاريخ كرك نوح، المستشارية الثقافية للجمهورية الإسلامية الإيرانية بدمشق، طبعة 1986، ص 160.
43. ↑  حمادة سعدون، الثورة الشيعية في لبنان 1685 : 1710، دار النهار للنشر بيروت، ط أولى، تشرين أول 2012، ص 262.
44. ↑  حمادة سعدون، الثورة الشيعية في لبنان 1685 : 1710، دار النهار للنشر بيروت، ط أولى، تشرين أول 2012، ص 94.